# Ptilosphen rufifrons
Ptilosphen rufifrons är en tvåvingeart som beskrevs av Günther Enderlein 1922. Ptilosphen rufifrons ingår i släktet Ptilosphen och familjen skridflugor. Inga underarter finns listade i Catalogue of Life.